# باشگاه فوتبال باومیت یابلونتس
باشگاه فوتبال باومیت یابلونتس (به چکی: FK Baumit Jablonec) یک باشگاه فوتبال در جمهوری چک است که در شهر یابلنتس ناد نیسو قرار دارد و هم‌اکنون در لیگ برتر فوتبال جمهوری چک بازی می‌کند.
این باشگاه در سال ۱۹۴۵ میلادی تأسیس شده‌است.

## افتخارات
- جام حذفی فوتبال جمهوری چک
  - قهرمان (۱): 98–1997
- لیگ برتر فوتبال جمهوری چک 
  - نایب قهرمان (۱): ۱۰–۲۰۰۹
- لیگ ملی فوتبال جمهوری چک 
  - قهرمان (۱): 94–1993